# Mike Pence
Michael Richard Pence (Columbus, Indiana, 7 de junio de 1959), más conocido como Mike Pence, es un político y abogado estadounidense que ejerció como el 48.º vicepresidente de los Estados Unidos desde 2017 hasta 2021, bajo la primera administración de Donald Trump. Fue el 50.º gobernador de Indiana de 2013 a 2017 y sirvió seis mandatos en la Cámara de Representantes de Estados Unidos de 2001 a 2013.
Pence nació y se crio en Columbus, Indiana, y es el hermano menor del representante estadounidense Greg Pence. Se graduó de Hanover College y obtuvo un título en derecho de la Facultad de Derecho Robert H. McKinney de la Universidad de Indiana antes de ingresar a la práctica privada. Después de perder dos ofertas para un escaño en el Congreso en 1988 y 1990, se convirtió en un presentador de programas de entrevistas de radio y televisión conservador de 1994 a 1999. Pence fue elegido miembro de la Cámara de Representantes de EE. UU. en 2000 y representó a los distritos 2 y 6 del Congreso de Indiana de 2001 a 2013. También se desempeñó como presidente de la Conferencia Republicana de la Cámara de Representantes de 2009 a 2011. Pence se describió a sí mismo como un "conservador de principios" y partidario del movimiento Tea Party, diciendo que él era "cristiano, conservador y republicano, en ese orden".
Pence buscó y logró la nominación republicana para las elecciones para gobernador de Indiana de 2012 cuando Mitch Daniels se retiró por mandato limitado. Derrotó al expresidente de la Cámara de Representantes de Indiana John R. Gregg, en la elección para gobernador. Al convertirse en gobernador en enero de 2013, Pence inició la reducción de impuestos más grande en la historia de Indiana y presionó para obtener más fondos para las iniciativas de educación. Firmó proyectos de ley que estaban destinados a restringir los abortos, incluido uno que prohibía los abortos si el motivo del procedimiento era la raza, el sexo o la discapacidad del feto. Después de que Pence firmó la Ley de Restauración de la Libertad Religiosa, se encontró con una feroz resistencia de miembros moderados de su partido, la comunidad empresarial y defensores de la comunidad LGBT. La reacción violenta contra la RFRA llevó a Pence a enmendar el proyecto de ley para prohibir la discriminación por orientación sexual, identidad de género y otros criterios.
Pence retiró su campaña de reelección para gobernador en julio de 2016 para poder convertirse en el compañero de fórmula del candidato presidencial republicano Donald Trump, quien ganó las elecciones presidenciales de 2016. Fue investido como vicepresidente de Estados Unidos el 20 de enero de 2017. Pence ha presidido el Consejo Nacional del Espacio desde que se restableció en junio de 2017. En febrero de 2020, fue también nombrado presidente del Grupo de Trabajo sobre el Coronavirus de la Casa Blanca, que se estableció en respuesta a la pandemia de COVID-19 en los Estados Unidos. El 5 de junio de 2023 anuncia su candidatura a las elecciones presidenciales de Estados Unidos de 2024.

## Temprana edad y educación

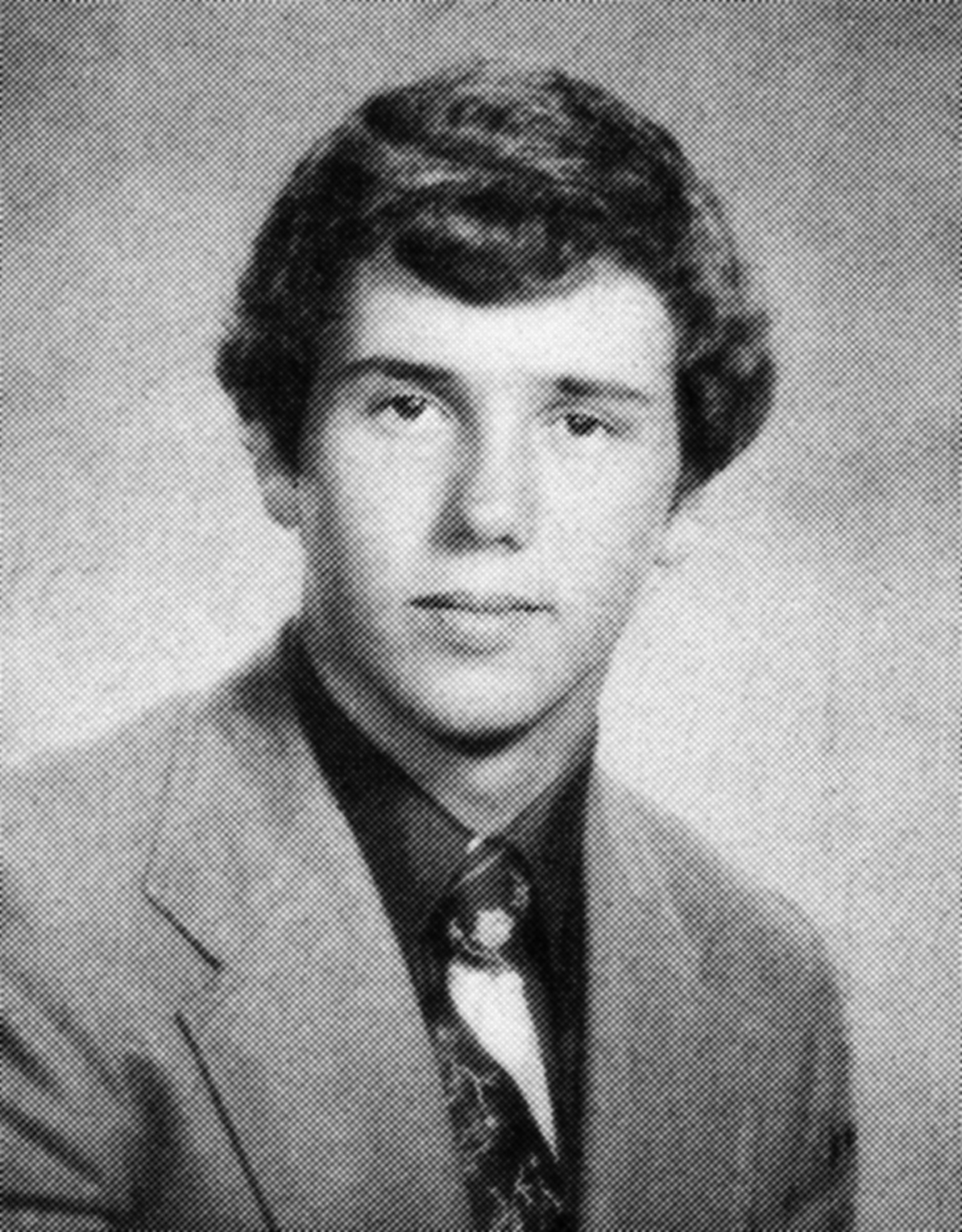
Mike Pence en el anuario de 1977 de Columbus North High School.

Michael Richard Pence nació el 7 de junio de 1959 en Columbus, Indiana, uno de los seis hijos de Ann Jane "Nancy" y Edward Joseph Pence Jr., que dirigía un grupo de estaciones de servicio. Su padre sirvió en el Ejército de los Estados Unidos durante la guerra de Corea y recibió la Estrella de Bronce en 1953, que Pence exhibe en su oficina junto con su carta de elogio y una fotografía de recepción. Su padre era de ascendencia alemana e irlandesa y su madre es de ascendencia irlandesa. Su abuelo paterno, Edward Joseph Pence, Sr, trabajó en los corrales de ganado de Chicago. Pence recibió su nombre de su abuelo materno, Richard Michael Cawley, quien emigró de Doocastle, Condado de Mayo, Irlanda, a los Estados Unidos. Los padres de su abuela materna eran de Doonbeg, County Clare, Irlanda.
Pence se graduó de Columbus North High School en 1977. Obtuvo una licenciatura en historia en el Hanover College en 1981 y un Juris Doctor en la Facultad de Derecho Robert H. McKinney de la Universidad de Indiana - Universidad Purdue de Indianápolis en 1986. Después de graduarse de Hannover, Pence fue consejero de admisiones en la universidad desde el año 1981 hasta 1983.
En su niñez y adultez temprana, Pence fue católico y demócrata, al igual que su familia. Se ofreció como voluntario para el Partido Demócrata del Condado de Bartholomew en 1976 y votó por Jimmy Carter en las elecciones presidenciales de 1980, y ha dicho que originalmente se inspiró para involucrarse en política por personas como John F. Kennedy y Martin Luther. King Jr. Mientras estaba en la universidad, Pence dejó la Iglesia Católica y se convirtió en un cristiano evangélico renacido. Sus puntos de vista políticos también empezaron a desplazarse hacia la derecha durante este período de su vida, algo que Pence atribuye al "conservadurismo de sentido común de Ronald Reagan" con el que empezó a identificarse.

## Personalidad
Pence ha sido considerado como una persona cristiana muy discreta, disciplinada, sobria y conservadora.  Se le considera en contra de políticas a favor de movimientos LGTB y en contra del aborto, es promotor de la unidad familiar como núcleo de la sociedad.  Otras fuentes lo consideran muy hábil en asuntos de políticas nacionales, y sus detractores lo observan como un fervoroso supremacista religioso con tendencias teocráticas.

## Inicios de su carrera y del Congreso

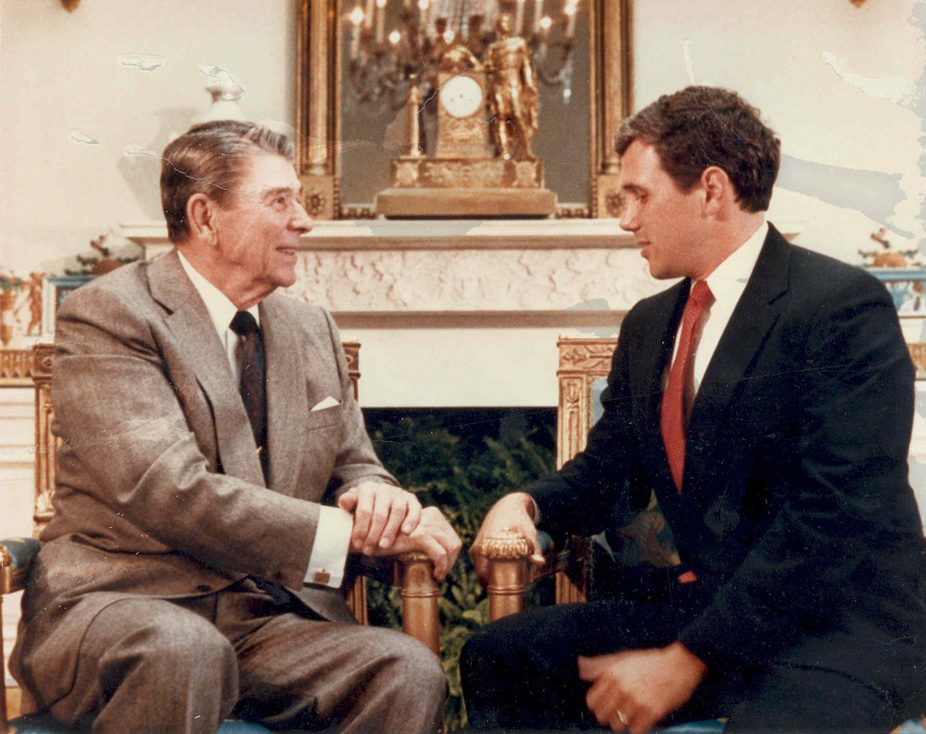
Pence con el presidente Ronald Reagan en la Casa Blanca en 1988.

Después de graduarse de la facultad de derecho en 1986, Pence fue abogado en la práctica privada. En 1988, Pence se postuló para el Congreso contra el titular demócrata Philip Sharp, pero perdió. Se enfrentó a Sharp nuevamente en 1990, dejando su trabajo para trabajar a tiempo completo en la campaña, pero de nuevo no tuvo éxito.
Poco después de su primera campaña en el Congreso en 1988, la estación de radio WRCR-FM en Rushville, Indiana, contrató a Pence para que presentara un programa de radio semanal de media hora, Washington Update con Mike Pence. En 1992, Pence comenzó a presentar un programa de entrevistas diario en WRCR, The Mike Pence Show, además de un programa de sábado en WNDE en Indianápolis. A partir del 11 de abril de 1994, Network Indiana distribuyó The Mike Pence Show en todo el estado. El programa llegó a 18 estaciones de radio en Indiana, incluida WIBC en Indianápolis. Pence terminó su programa de radio en septiembre de 1999 para concentrarse en su campaña para el Congreso en el 2000, que finalmente ganó. De 1995 a 1999, Pence presentó un programa de televisión de asuntos públicos de fin de semana también titulado The Mike Pence Show en la estación de televisión de Indianápolis WNDY.

## Cámara de Representantes (2001-2013)
Pence rejuveneció su carrera política al postularse nuevamente para la Cámara de Representantes de Estados Unidos en 2000, esta vez ganando el escaño en el Segundo distrito del Congreso de Indiana después de que el titular de seis años David M. McIntosh optara por postularse para gobernador de Indiana. El distrito (renumerado como 6.º distrito del Congreso de Indiana partir de 2002) comprende la totalidad o parte de 19 condados en el este de Indiana. Como congresista, Pence adoptó el lema que había utilizado en la radio, describiéndose a sí mismo como "cristiano, conservador y republicano, en ese orden". Mientras estuvo en el Congreso, Pence perteneció al Tea Party Caucus.
En su primer año como congresista, Pence se opuso a la Ley Que Ningún Niño Se Quede Atrás presentada por el entonces presidente George W. Bush en 2001, así como a la expansión de medicamentos recetados de Medicare del presidente Bush el año siguiente. Pence fue reelegido cuatro veces más de manera cómoda. En las elecciones a la Cámara de los años 2006, 2008 y 2010, derrotó al demócrata Barry Welsh.   
Pence comenzó a escalar en la estructura de liderazgo del partido y de 2005 a 2007 fue nombrado presidente del Comité de Estudio Republicano, un grupo de republicanos conservadores de la Cámara. En noviembre de 2006, Pence anunció su candidatura a líder del Partido Republicano (líder minoritario) en la Cámara de Representantes de Estados Unidos. Según Pence, su candidatura a líder de la minoría se centró en un "retorno a los valores" de la Revolución Republicana de 1994 encabezada por el político, Newt Gingrich. Sin embargo, perdió la candidatura ante el representante John Boehner del Estado de Ohio por una votación de 168 para Boehner, 27 para Pence y uno para el representante Joe Barton de Texas. En enero de 2009, Pence fue elegido presidente de la Conferencia Republicana, el tercer puesto de liderazgo republicano de mayor rango en ese momento detrás del líder de la minoría John Boehner y el látigo republicano Eric Cantor. Se postuló sin oposición y fue elegido por unanimidad. Fue el primer representante de Indiana en ocupar un puesto importante en la Cámara desde 1981. Durante los doce años de Pence en la Cámara, presentó 90 proyectos de ley y resoluciones; ninguno se convirtió en ley. Sus asignaciones de comité en la Cámara fueron las siguientes:

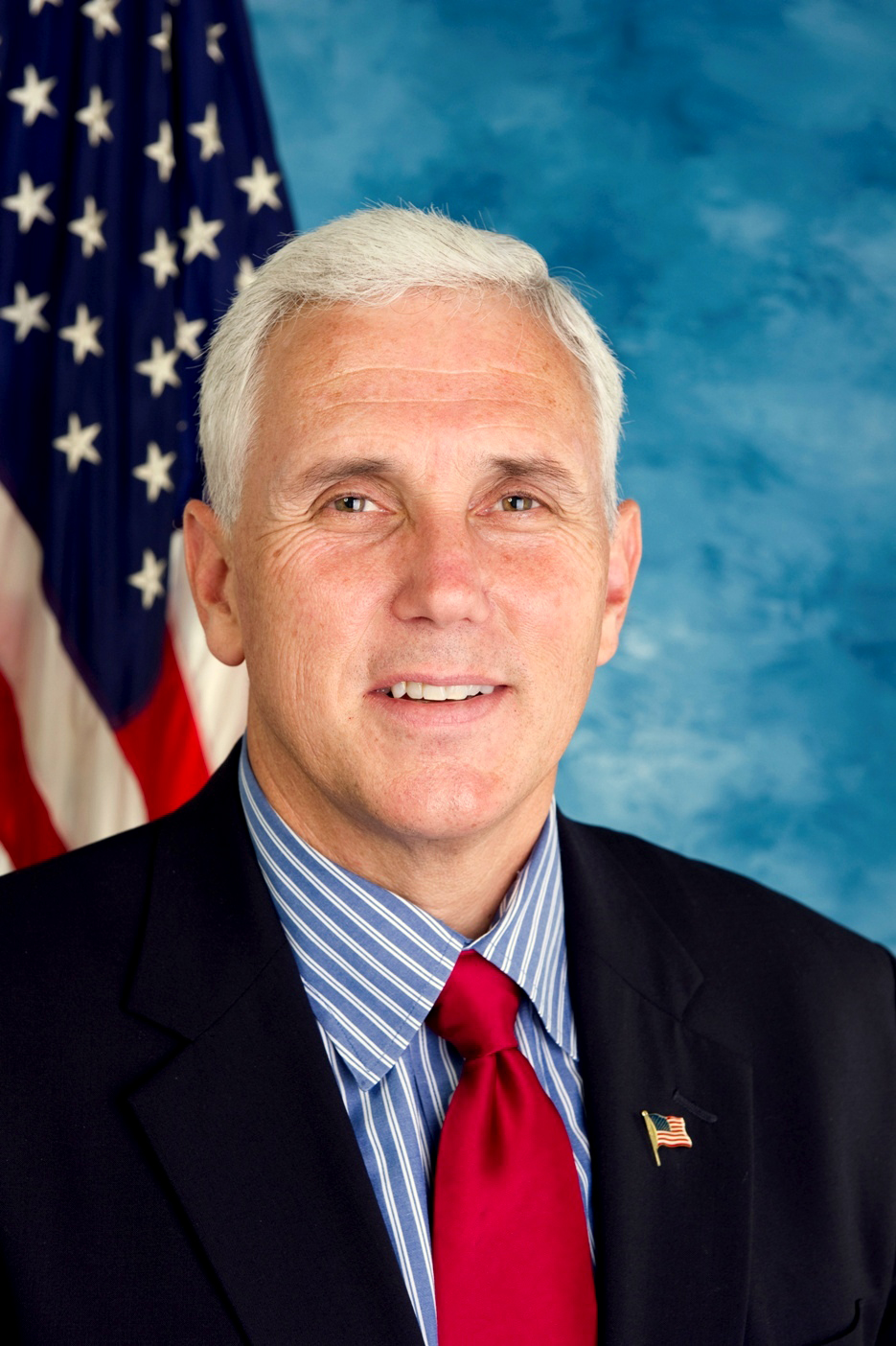
Mike Pence como congresista

- 107.º Congreso (2001-2003): Agricultura, Poder Judicial, Pequeñas Empresas[52]
- 108.º Congreso (2003-2005): Agricultura, Relaciones Internacionales, Poder Judicial[53]
- 109.º Congreso (2005-2007): Agricultura, Relaciones Internacionales, Poder Judicial[54]
- 110.º Congreso (2007-2009): Relaciones Exteriores, Poder Judicial, Comité Selecto para Investigar las Irregularidades en la Votación del 2 de agosto de 2007 (Miembro de mayor rango)[55]
- 111.º Congreso (2009-2011): Relaciones Exteriores[56]
- 112.º Congreso (2011-2013): Relaciones Exteriores, Poder Judicial[57]

En 2008, la revista Esquire incluyó a Pence como uno de los diez mejores miembros del Congreso, escribiendo que el "conservadurismo tradicional puro de Pence lo ha enfrentado repetidamente contra los ancianos de su partido". Pence fue mencionado como posible candidato republicano a la presidencia en 2008 y 2012. En septiembre de 2010, fue la primera opción para presidente en una encuesta informal realizada por Values Voter Summit. Ese mismo año intentó competir contra el senador demócrata Evan Bayh, pero optó por no participar en la carrera, incluso después de que Bayh anunció que se retiraría.

## Gobernador de Indiana (2013-2017)

Resultados de las elecciones para gobernador de Indiana de 2012; Pence ganó los condados en rojo.

En mayo de 2011, Pence anunció que buscaría la nominación como gobernador de Indiana en 2012. El entonces gobernador, Mitch Daniels, tenía un mandato limitado. Pence se ejecutó en una plataforma que promocionaba los éxitos de su predecesor y prometía continuar la reforma educativa y la desregulación comercial de Daniels. El candidato demócrata fue el expresidente de la Cámara de Representantes de Indiana, John R. Gregg. A pesar del fuerte reconocimiento de su nombre y un popular gobernador saliente del mismo partido, Pence se encontró en una carrera acalorada, y finalmente logró una cerrada victoria con poco menos del 50 por ciento de los votos, y menos del 3% por delante de Gregg, con el candidato libertario Rupert. Boneham recibió la mayoría de los votos restantes.
Pence prestó juramento como el 50.º gobernador del Estado de Indiana el 14 de enero de 2013.

### Política fiscal y económica

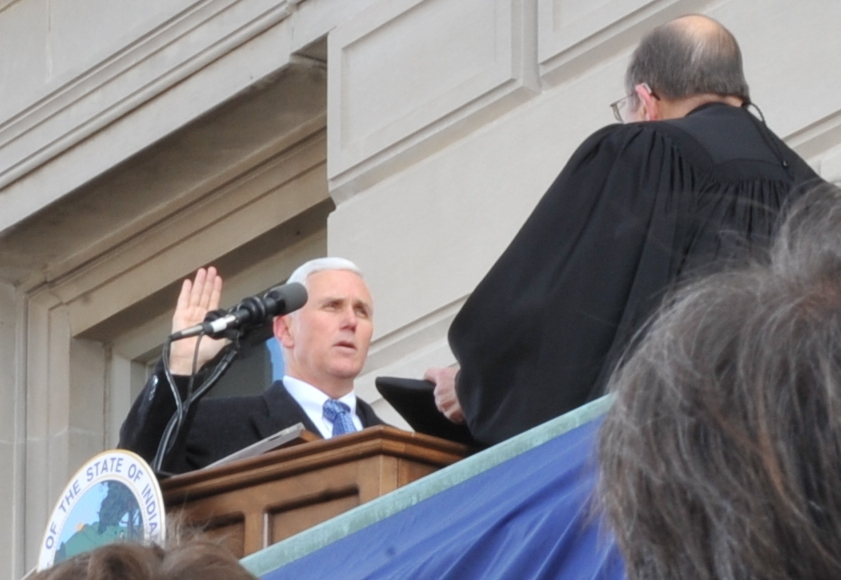
Pence jura como gobernador de Indiana el 14 de enero de 2013.

Pence "heredó $ 2 mil millones de reserva presupuestaria de su predecesor, Mitch Daniels, y el estado ... añadido a la reserva durante su administración, aunque no antes de requerir a las agencias estatales, incluyendo las universidades públicas, para reducir la financiación en los años en los que los ingresos cayeron por debajo de las proyecciones ". El estado terminó el año fiscal 2014 con una reserva de $ 2 mil millones; recortes presupuestarios ordenados por Pence por los $ 14 billones de presupuesto estatal anual incluyen $ 24 millones recortados de colegios y universidades; $ 27 millones recortados de la Administración de Servicios Sociales y Familiares (FSSA); y $ 12 millones de recortes del Departamento de Corrección. Durante el mandato de Pence como gobernador, la tasa de desempleo reflejó el promedio nacional. El crecimiento del empleo de Indiana se quedó de manera ligera, por detrás de la tendencia nacional. En 2014, la economía de Indiana estuvo entre las de más lento crecimiento en los Estados Unidos, con un crecimiento del PIB del 0,4 por ciento, en comparación con el promedio nacional de 2,2 por ciento; esto se atribuyó en parte a un sector manufacturero lento. Carrier Corp. y United Technologies Electronic Controls (UTEC) anunciaron en 2016 que cerrarían dos instalaciones en Indiana, enviando 2,100 empleos a México; la campaña de Trump criticó los movimientos y Pence expresó su "profunda decepción". Pence no tuvo éxito en sus esfuerzos por persuadir a las empresas para que se quedaran en el estado, aunque las empresas acordaron reembolsar a los gobiernos locales y estatales por ciertos incentivos fiscales que habían recibido anteriormente. La Corporación de Desarrollo Económico de Indiana dirigida por Pence había aprobado $ 24 millones en incentivos a diez empresas que enviaron empleos al exterior. $ 8,7 millones se habían pagado entonces en agosto del año 2016.
En 2013, Pence firmó una ley que impedía a los gobiernos locales de Indiana exigir a las empresas que ofrecieran salarios o beneficios más altos que los exigidos por la ley federal. En 2015, Pence también derogó una ley de Indiana que requería que las empresas de construcción que trabajaban en proyectos financiados con fondos públicos pagaran un salario vigente al trabajador.

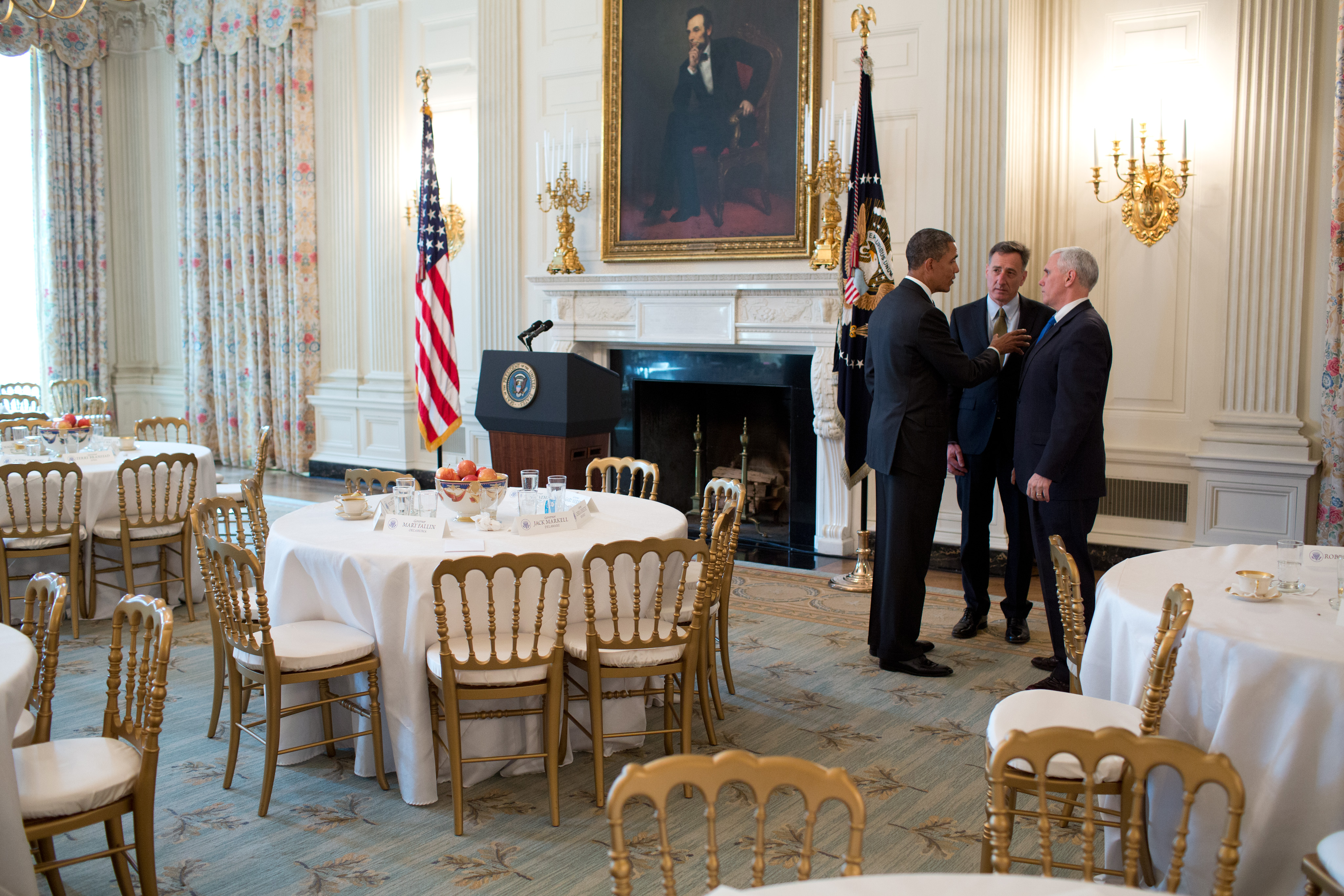
El gobernador Pence (derecha) con el presidente Barack Obama (izquierda) y el gobernador de Vermont, Peter Shumlin, 25 de febrero de 2013

Indiana promulgó una legislación sobre el derecho al trabajo bajo el mandato del predecesor de Pence, el gobernador republicano Mitch Daniels. Con Pence, el Estado defendió con éxito esta legislación contra un desafío laboral. En 2013, Pence también anunció la formación del Instituto de Investigación de Biociencias de Indiana, este sería un centro de investigación de ciencias de la vida financiado con $ 25 millones en fondos iniciales del Estado.
Pence hizo una reforma fiscal que intentaba lograr una reducción del diez por ciento de la tasa del impuesto sobre la renta, una prioridad para 2013. Si bien no obtuvo el recorte del diez por ciento que él anhelaba, logró su objetivo de reducir los impuestos del Estado. Los legisladores recortaron el impuesto sobre la renta en un cinco por ciento y también eliminaron el impuesto a la herencia. El presidente de la Cámara de Representantes, Brian Bosma, dijo que el paquete legislativo era "la reducción de impuestos más grande en la historia de nuestro estado, alrededor de $ 1.1 mil millones de dólares ". Con la firma del Proyecto de Ley del Senado 1, el impuesto sobre la renta corporativo estatal se reduciría del 6,5 por ciento al 4,9 por ciento para 2021, que sería el segundo impuesto sobre la renta corporativo más bajo de la nación. La ley también permitió a los condados de Indiana eliminar el impuesto a la propiedad personal comercial sobre equipos nuevos y les permitió eximir a las pequeñas empresas con equipos por un valor inferior a $ 20,000 del pago de impuestos a la propiedad personal.
El 12 de junio de 2013, la Legislatura de Indiana logró anular el veto de Pence a un proyecto de ley para autorizar retroactivamente un impuesto local. Los legisladores anularon el veto de Pence en una votación de 68 a 23 en la Cámara y de 34 a 12 en el Senado. Los legisladores republicanos votaron en contra, mientras que la mayoría de los demócratas apoyaron su veto. La corrección fiscal de Jackson-Pulaski, uno de los tres proyectos de ley vetados durante la administración de Pence, durante la sesión, abordó un impuesto sobre la renta del condado de 15 años que se había impuesto para financiar la construcción de instalaciones carcelarias con la estipulación de que el impuesto se redujera en un uno por ciento. después de los primeros años. La reducción no logró implementarse y, por lo tanto, los residentes del condado pagaron un impuesto adicional del uno por ciento que legalmente no estaban obligados a pagar. El proyecto de ley, que fue aprobado por una gran mayoría de legisladores y posteriormente vetado por Pence, permitió que el dinero se mantuviera y no se devolviera a los contribuyentes como hubiera sido necesario.
Como gobernador, Pence presionó por una enmienda de presupuesto equilibrado a la constitución del estado. Inicialmente propuso la iniciativa en su discurso de enero de 2015. La legislación fue aprobada por el Senado estatal. Indiana ha tenido calificaciones crediticias AAA con las tres principales agencias de calificación crediticia desde 2010, antes de que Pence asumiera el cargo; estas calificaciones se mantuvieron durante el mandato de Pence.
En 2014, Pence apoyó el proyecto Indiana Gateway, $ 71.4 millones de pasajeros y la iniciativa de mejora de trenes de carga pagada por la Ley de Recuperación y Reinversión Estadounidense de 2009 (el paquete de estímulo federal), que Pence había votado en contra mientras ocupaba el cargo de congresista. En octubre de 2015, Pence "anunció planes para pagar 250  millones de préstamos federales "para cubrir los pagos del seguro de desempleo que se habían disparado durante la recesión. En marzo de 2016, Pence firmó una ley que financiaría un monto de $ 230 millones de paquetes de financiación vial de dos años.

### Política educativa
Durante su mandato como gobernador, Pence intentó apoyar aumentos significativos en la financiación de la educación para preescolares, programas de cupones y escuelas autónomas, pero con frecuencia chocó con partidarios de las escuelas públicas tradicionales. En 2014, poco más de un año después de asumir el cargo, Pence ayudó a establecer un programa piloto preescolar estatal de $ 10 millones en Indiana y testificó personalmente ante el Comité de Educación del Senado estatal a favor del programa para convencer a sus compañeros republicanos (varios de los cuales se opusieron a la idea) para aprobar el plan. Aunque el plan fue rechazado inicialmente, Pence logró revivirlo, "sacando a Indiana de la lista de solo 10 estados que no gastaron fondos directos para ayudar a los niños pobres a asistir al preescolar". La demanda de inscripción en el programa superó la capacidad, y Pence al principio se negó a solicitar hasta $ 80 millones en fondos del programa federal de subvenciones para el desarrollo preescolar de servicios humanos y salud, argumentando que "Indiana debe desarrollar nuestro propio programa prekínder sin intrusión federal". Después de ser objeto de críticas sostenidas por esta posición, Pence cambió de rumbo y trató de solicitar los fondos.
En 2015, Pence obtuvo aumentos significativos en la financiación de las escuelas autónomas de la legislación, aunque no obtuvo todo lo que él quería. La legislación promulgada por Pence en 2013 aumentó considerablemente la cantidad de estudiantes en Indiana que califican para vales escolares, convirtiéndolo en uno de los programas de vales más grandes de los Estados Unidos. El costo anual del programa se estima en $ 53 millones para el año escolar 2015-16.
Pence se opuso a la Iniciativa de Estándares Estatales Básicos Comunes y pidió la derogación de los estándares en su discurso sobre el estado del estado de 2014. La Asamblea General de Indiana luego aprobó un proyecto de ley para derogar las normas, convirtiéndose en el primer Estado en hacerlo. En una entrevista con Chris Matthews, Pence abogó por erosionar la enseñanza de la ciencia en las escuelas públicas poniendo el dogma religioso a la par con la ciencia establecida, aceptando las "creencias creacionistas" como fácticas y, por lo tanto, "enseñando la controversia" sobre la evolución y la selección natural, y dejar que los niños decidan por sí mismos en qué creer.
A pesar de la exitosa promoción de más fondos para preescolares, programas de cupones y escuelas autónomas, Pence se ha enfrentado con frecuencia con sindicatos de maestros y partidarios de la educación pública. En uno de sus primeros actos como gobernador, Pence quitó el control de la Junta de Relaciones de Empleo Educativo, que estaba a cargo de manejar los conflictos entre sindicatos y juntas escolares, de Glenda Ritz, una demócrata que era la superintendente de instrucción pública de Indiana. Pence creó un nuevo "Centro de Educación e Innovación Profesional" (CECI) para coordinar los esfuerzos entre las escuelas y el sector privado; Ritz se opuso al centro, viéndolo como una "toma de poder" y una invasión de sus propios deberes. Pence finalmente desmanteló el centro para ayudar a calmar el conflicto. En mayo de 2015, Pence firmó un proyecto de ley que despoja a Ritz de gran parte de su autoridad sobre las pruebas estandarizadas y otros problemas educativos, y reconstituye la Junta de Educación del Estado dominada por las personas designadas por Pence. El proyecto de ley también permitió a la junta nombrar un presidente que no fuera el Superintendente de Instrucción Pública a partir de 2017, y agregó la Junta de Educación del Estado (controlada por Pence) como una "autoridad educativa estatal" junto con el Departamento de Educación (controlado por Ritz) con el fin de acceder a datos confidenciales de los estudiantes. Pence y Ritz también se enfrentaron por pautas federales no vinculantes que aconsejaban que las escuelas públicas de Indiana deben tratar a los estudiantes transgénero de una manera que corresponda a su identidad de género, incluso si sus archivos educativos indican un género diferente.

### Energía y medio ambiente
Durante el mandato de Pence, la Asamblea General de Indiana controlada por los republicanos "intentó repetidamente hacer retroceder los estándares de energía renovable y terminó con éxito los esfuerzos de eficiencia energética de Indiana". Pence ha sido un partidario abierto de la industria del carbón, declarando en su discurso sobre el estado del estado de 2015 que "Indiana es un estado a favor del carbón", expresando su apoyo a una "estrategia energética que incluya todo lo anterior" y afirmando: "Debemos continuar oponiéndonos a los esquemas extravagantes de la EPA hasta que pongamos fin a su guerra contra el carbón". En 2015, Pence envió una carta al entonces presidente de los Estados Unidos, Barack Obama denunciando el Plan de Energía Limpia de la EPA (que regularía las emisiones de carbono de las centrales eléctricas existentes) y declarando que Indiana se negaría a cumplir con el plan. Indiana se unió a otros estados en una demanda que busca invalidar el plan. En 2016, Pence dijo que incluso si los desafíos legales fracasaban, Indiana continuaría desafiando la regla y no presentaría su propio plan para reducir las emisiones.

### Política de armas
En 2014, frente a la oposición de las organizaciones escolares de Indiana, Pence firmó un proyecto de ley que hace que las armas de fuego se puedan guardar en los vehículos de la propiedad escolar. En 2015, luego de un tiroteo en Chattanooga, Pence reclutó a la Asociación Nacional del Rifle para entrenar a la Guardia Nacional de Indiana. Algunos oficiales de la Guardia Nacional de otros estados cuestionaron por qué una organización civil estaría involucrada en un problema militar. En mayo de 2015, Pence promulgó el Proyecto de Ley Senatorial 98, que limitó las demandas contra fabricantes y vendedores de armas y municiones y dio por terminada retroactivamente la demanda pendiente de 1999 de la ciudad de Gary contra fabricantes y minoristas de armas que supuestamente realizaban ventas ilegales de armas de fuego. El proyecto de ley fue apoyado por republicanos como el senador estatal Jim Tomes, quien esperaba que la medida atrajera más negocios relacionados con armas a Indiana, pero se opuso al alcalde de Gary y exfiscal general de Indiana Karen Freeman-Wilson, quien consideró la medida como "una medida sin precedentes. violación de la separación de poderes entre los poderes legislativo y judicial del gobierno estatal ". En 2016, Pence promulgó el Proyecto de Ley 109 del Senado, que legaliza la caza en cautividad de ciervos criados en granjas en Indiana.

### Salud pública

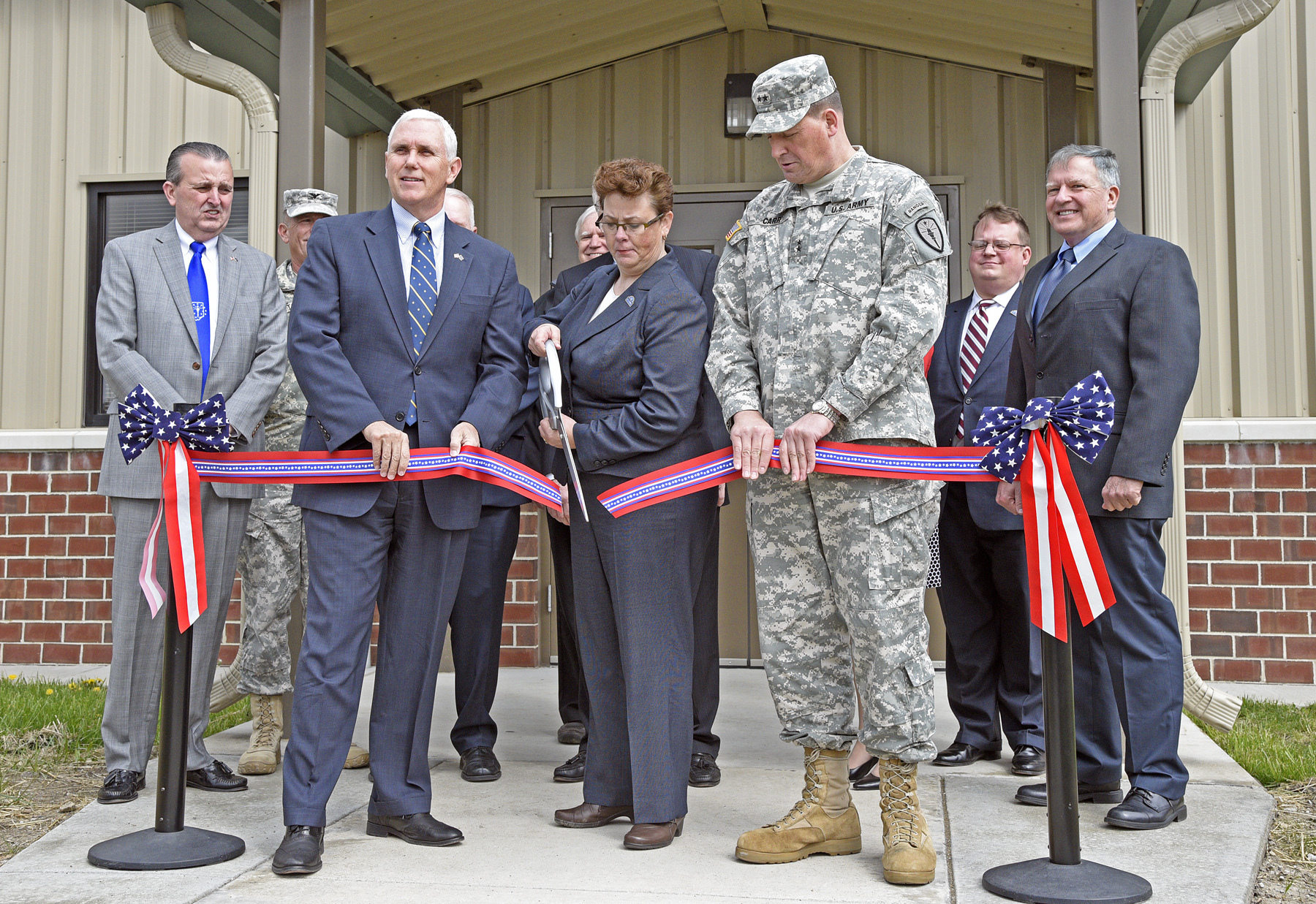
Pence en la inauguración de una nueva clínica para veteranos, 30 de marzo de 2016

En 2009, se descubrió que partes del este de Chicago tenían contaminación tóxica por plomo y arsénico, y fueron designadas como un sitio Superfund. El gobernador Pence se negó a declarar el sitio de Superfund una emergencia estatal; su sucesor, el gobernador Eric Holcomb ha emitido la Orden Ejecutiva 17-13, declarando una emergencia por desastre. El sitio de varias antiguas plantas de fundición de plomo fue identificado por primera vez como un problema de salud por la EPA en 1997.
A partir de diciembre de 2014, hubo un brote de VIH en el sur de Indiana. En 2011, Planned Parenthood (PP) operó cinco clínicas rurales en Indiana. Se hicieron la prueba del VIH y ofrecieron prevención, intervención y asesoramiento para mejorar los resultados de salud pública. La clínica PP en el condado de Scott no realizó abortos. La legislatura controlada por los republicanos y Pence desfinanciaron a Planned Parenthood. El condado de Scott ha estado sin un centro de pruebas del VIH desde el año 2013. Pence se había opuesto durante mucho tiempo a los programas de intercambio de agujas, que permitían a los consumidores de drogas cambiar jeringas usadas por estériles para detener la propagación de enfermedades, a pesar de la sólida evidencia científica de que dichos programas previenen la propagación del Sida, la hepatitis B (VHB) y Hepatitis C (VHC), y no aumentan el abuso de drogas. En marzo del año 2015, mucho después de que comenzara el brote, Pence finalmente permitió que al menos cinco condados abrieran intercambios de agujas, pero no se movió para levantar la prohibición estatal de financiar el intercambio de agujas. Los críticos dicen que el compromiso de Pence había sido ineficaz porque los condados no tenían forma de pagar las agujas. El anestesiólogo Jerome Adams, entonces comisionado de salud estatal de Indiana designado por Pence y ahora cirujano general designado por Trump de los Estados Unidos, defendió a Pence, diciendo que los programas de intercambio de jeringas financiados con fondos estatales son controvertidos en muchas comunidades de carácter conservador. Durante su tiempo como Comisionado de Salud del Estado de Indiana, Adams, junto con el gobernador Pence, retrasó los esfuerzos de Indiana para lidiar con el mayor brote de VIH relacionado con el uso de drogas inyectables en la historia de los Estados Unidos al detener la adopción de un programa de intercambio de agujas. Adams dijo: "Hay personas que tienen verdaderas preocupaciones morales y éticas acerca de distribuir agujas a personas con problemas de abuso de sustancias. Para ser honesto, compartí ese sentimiento ". Cuando el presidente Trump nombró a Pence en 2020 para encabezar la respuesta del país al coronavirus, promocionó su ostensible experiencia al sofocar una epidemia de VIH en Indiana, en la que Pence retrasó deliberadamente la respuesta de su gobierno estatal a la enfermedad a pesar de las recomendaciones de los Centros para el Control de Enfermedades. que el intercambio de agujas era un método eficaz para frenar la propagación de enfermedades. Pence les había anunciado a los legisladores que vetaría cualquier proyecto de ley que pudieran aprobar y que contemplara tales intercambios.

### Religión y derechos LGBT
El 26 de marzo de 2015, Pence firmó el Proyecto de Ley 101 del Senado de Indiana, también conocido como el proyecto de ley de "objeciones religiosas" de Indiana (Ley de Restauración de la Libertad Religiosa, o RFRA). La medida fue elogiada por conservadores religiosos, pero criticada por personas y grupos que sentían que la ley fue redactada de una manera que permitiría la discriminación contra las personas del colectivo LGBT. Organizaciones como la National Collegiate Athletic Association (NCAA), la convención de jugadores Gen Con y los Disciples of Christ se pronunciaron en contra de la ley. El director ejecutivo de Apple, Tim Cook, y el director general de Salesforce.com, Marc Benioff, condenaron la ley y Salesforce.com dijo que detendría sus planes de expansión en el estado. Angie's List anunció que cancelarían $ 40 millones de expansión de su sede en Indianápolis debido a preocupaciones con la ley. La expansión habría trasladado 1000 puestos de trabajo al estado. Miles de personas protestaron contra esta política. Cinco representantes estatales republicanos votaron en contra del proyecto de ley y Greg Ballard, el alcalde de Indianápolis, lo criticó por decir que enviaba una "señal equivocada" sobre el Estado.
Pence defendió la ley, diciendo que no se trataba de discriminación. En una aparición en el programa de ABC News This Week con George Stephanopoulos, dijo: "No vamos a cambiar esta ley", mientras se niega a responder si los ejemplos de discriminación contra las personas LGBT dados por Eric Miller del grupo anti-LGBT Advance America sería legal según la ley. Pence negó que la ley permitiera la discriminación y escribió en un artículo de opinión del Wall Street Journal del 31 de marzo de 2015: "Si veía al dueño de un restaurante negarse a servir a una pareja gay, entonces, no comería más allí". Como gobernador de Indiana, si me presentaran un proyecto de ley que legalizara la discriminación contra cualquier persona o grupo, lo vetaría ". A raíz de la reacción violenta contra la RFRA, el 2 de abril de 2015, Pence firmó una legislación que revisa la ley para protegerla contra una posible discriminación. Pence recibió fuertes críticas por parte de los liberales al momento de firmar la ley de libertad religiosa, quienes lo trataron de homofóbico. En 2018, los correos electrónicos enviados a Associated Press mostraron que los conservadores también se habían opuesto a que cambiara la ley.

### Medios y prensa
En junio de 2013, Pence fue criticado por eliminar comentarios de otras personas publicados en la página oficial de Facebook del gobierno; por estas acciones debió disculparse.
El 26 de enero de 2015, se informó ampliamente que Pence había planeado lanzar un servicio de noticias administrado por el estado y financiado por los contribuyentes para Indiana. El servicio, llamado "JustIN", iba a ser supervisado por un ex reportero de The Indianapolis Star, y presentaría noticias de última hora, historias escritas por secretarias de prensa. En ese momento, se informó que los dos empleados que dirigirían el servicio de noticias recibirían un salario anual combinado de $ 100,000. El público objetivo eran los periódicos pequeños que tenían un personal limitado, pero el sitio también serviría para comunicarse directamente con el público. El editor de Commercial Review de Portland, Indiana, dijo: "Creo que es una idea ridícula ... la noción de funcionarios electos que presentan material que inevitablemente tendrá un punto de vista pro-administración es la antítesis de la idea de una prensa independiente ". Se especuló que el servicio de noticias publicaría historias a favor de la administración que harían que Pence se pudiera verse bien en caso de una carrera en las elecciones presidencial.

### Crisis de refugiados sirios
Como gobernador, Pence intentó sin éxito evitar que los refugiados sirios fueran reasentados en Indiana. En febrero de 2016, un juez federal dictaminó que la orden de Pence de cortar los fondos federales para una agencia local de reasentamiento de refugiados sin fines de lucro era inconstitucional. En diciembre de 2015, Pence dijo que "los llamamientos para prohibir la entrada de musulmanes a Estados Unidos son ofensivos e inconstitucionales".

### Campaña de reelección y retirada
Pence se postuló para un segundo mandato como gobernador. No tuvo oposición en las primarias republicanas para gobernador del 3 de mayo de 2016. Se enfrentaría al demócrata John R. Gregg en una revancha de la carrera de 2012. Sin embargo, Pence presentó la documentación que puso fin a su campaña el 15 de julio de 2016, cuando Trump anunció la selección de Mike como su compañero de fórmula para vicepresidente. El vicegobernador Eric Holcomb fue nominado en lugar de Pence y eligió a Suzanne Crouch como su compañera de fórmula. Holcomb logró derrotar a Gregg en las elecciones generales.

## Campaña vicepresidencial 2016
Donald Trump consideró nombrar a Pence como su compañero de fórmula para vicepresidente junto con otros finalistas, incluido el gobernador de Nueva Jersey, Chris Christie, y el expresidente de la Cámara, Newt Gingrich. Pence tenía conexiones más fuertes en ese momento con los grandes donantes políticamente influyentes, los Koch, que Trump. El 14 de julio se informó públicamente que Pence planeaba poner fin a su campaña de reelección y aceptar la nominación republicana a la vicepresidencia en su lugar. Al día siguiente, Trump anunció en sus redes oficiales que Pence sería su compañero de fórmula.
Inmediatamente después del anuncio, Pence dijo que estaba "muy a favor del llamado de Donald Trump para suspender temporalmente la inmigración desde países donde la influencia y el impacto terrorista representa una amenaza para los Estados Unidos". Pence dijo públicamente que estaba "absolutamente" en sintonía con la propuesta del muro mexicano de Trump, y anunció que México lo iba a pagar "absolutamente".
Pence dijo que su modelo a seguir como vicepresidente iba a ser Dick Cheney.
Durante los preparativos de Pence para el debate vicepresidencial en octubre de 2016, el gobernador de Wisconsin, Scott Walker, interpretó el papel del candidato demócrata a la vicepresidencia, Tim Kaine. En la preparación del debate de Kaine, el abogado Robert Barnett fue seleccionado para interpretar a Pence. Tras el debate, los expertos concluyeron que Pence ganó contra Kaine, y una encuesta de CNN mostró que el 48% de los espectadores pensaba que Pence había ganado y el 42% creía que Kaine ganó. El temperamento "más frío" de Pence fue visto como una ventaja en comparación con Kaine, quien fue percibido como más impulsivo.

## Vicepresidente (2017-2021)
El 8 de noviembre de 2016, Pence fue elegido como vicepresidente de los Estados Unidos junto a su compañero de fórmula.

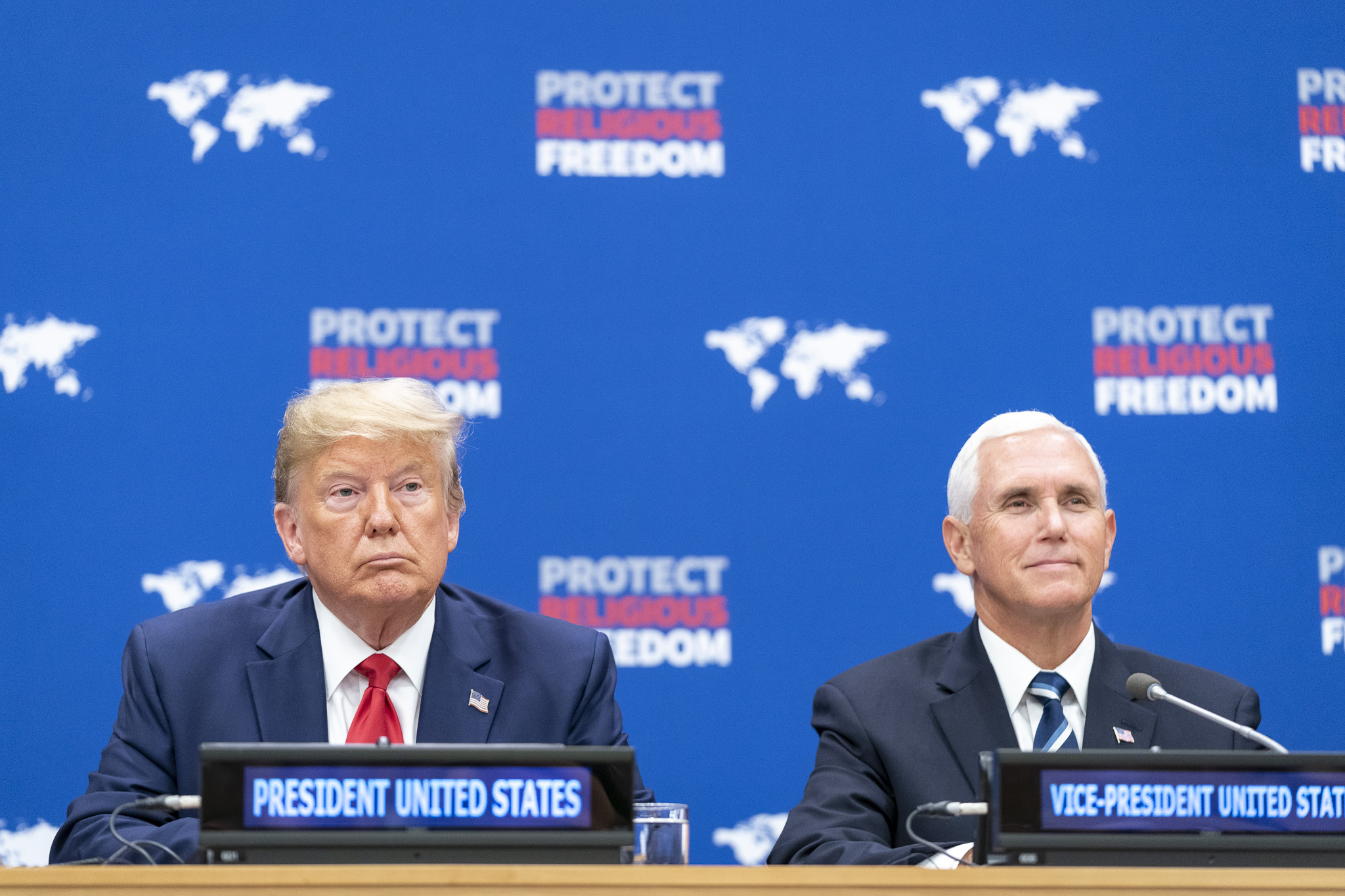
Pence con el presidente Donald Trump

Poco después de las elecciones, fue nombrado presidente del equipo de transición del presidente electo Trump. Durante la fase de transición de la administración Trump, se informó que Pence tenía un alto grado de influencia en la administración debido a sus roles como mediador entre Trump y los republicanos del Congreso.

### Inauguración
El 20 de enero de 2017, al mediodía, Pence se convirtió en el vicepresidente número 48 de los Estados Unidos, asumió el cargo por el juez Clarence Thomas, utilizando la Biblia de Ronald Reagan, abierta en KJV, "Si mi pueblo, que son llamados por mi nombre, se humillarán, orarán, buscarán mi rostro y se volverán de sus malos caminos; entonces oiré desde los cielos, perdonaré su pecado y sanaré su tierra ", que es el mismo versículo que Reagan había utilizado para sus juramentos como gobernador y presidente. Pence también usó su Biblia personal que lee todas las mañanas.

### Vicepresidencia
El primer día en el cargo (20 de enero), Pence desempeñó varias funciones ceremoniales, como la juramentación de Jim Mattis como secretario de defensa de Estados Unidos y John Kelly como secretario de seguridad nacional. También administró el juramento del cargo al personal superior de la Casa Blanca el 22 de enero de 2017
Pence también asistió a las llamadas realizadas por el presidente Trump a jefes de gobierno y de estado extranjeros como con el presidente ruso Vladímir Putin y el primer ministro australiano Malcolm Turnbull.

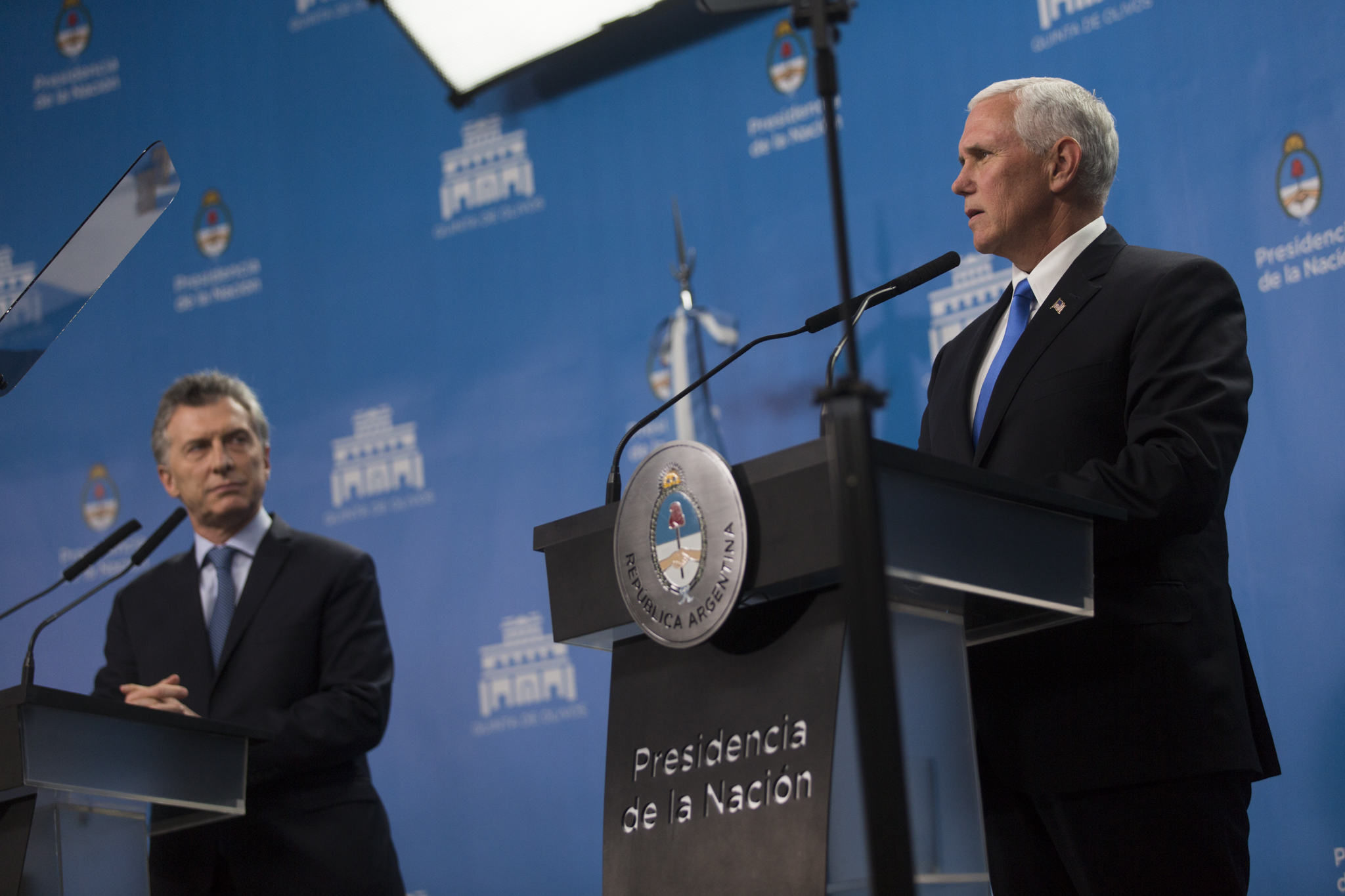
El vicepresidente Pence y el presidente argentino Mauricio Macri en una conferencia de prensa conjunta, 15 de agosto de 2017

En enero, Pence nombró a Josh Pitcock como su jefe de gabinete, a quien había conocido en sus días de gobernador y congresista. Al mes siguiente, Jarrod Agen fue designado asistente adjunto del presidente y director de comunicaciones del vicepresidente; su trabajo anterior fue jefe de personal del gobernador de Míchigan, Rick Snyder, durante la época de la crisis del agua en Flint. En julio, Pitcock dimitió como jefe de personal y fue reemplazado por Nick Ayers, otro exasesor de Pence desde hace mucho tiempo.
El 7 de febrero de 2017, Pence, en su doble función constitucional como presidente del Senado de los Estados Unidos, realizó la primera votación de desempate para confirmar a un miembro del gabinete. Emitió el voto decisivo para romper un empate al cincuenta por ciento para confirmar a Betsy DeVos como secretaria de educación. Pence emitió su segundo voto de desempate el 30 de marzo, votando a favor de un proyecto de ley para retirar fondos de Planned Parenthood. En 2018, Pence rompió un empate para confirmar a Jonathan A. Kobes para la Corte de Apelaciones del Octavo Circuito de EE. UU. Esta fue la primera votación de desempate para confirmar a un candidato judicial en la historia de Estados Unidos. Pence ha emitido 13 votos de desempate, la séptima mayor cantidad en la historia y más que sus cuatro predecesores (Joe Biden, Dick Cheney, Al Gore y Dan Quayle) combinados (Cheney rompió ocho empates, Gore rompió cuatro empates y Quayle y Biden no emitió un voto de desempate).
El 21 de mayo de 2017, Pence pronunció el discurso de graduación en la Universidad de Notre Dame. Tradicionalmente, el presidente pronuncia el discurso en Notre Dame en su año inaugural, pero en 2017 se invitó a Pence ya que Trump decidió hablar en Liberty University.
El 1 de febrero de 2018, se anunció que Pence lideraría la delegación presidencial a los Juegos Olímpicos de Invierno de 2018, junto a su esposa. Gran parte del tiempo de Pence en PyeongChang se vio afectado por la actual crisis de Corea del Norte. Antes de la ceremonia de apertura, el 9 de febrero, Pence se saltó una cena ofrecida por el presidente de Corea del Sur, Moon Jae-in, ya que habría compartido mesa con el jefe de Estado ceremonial de Corea del Norte, Kim Yong-nam. En cambio, se reunió con cuatro desertores norcoreanos en Pyeongtaek, junto con su invitado especial, Fred Warmbier (el padre de Otto Warmbier, quien fue arrestado en Corea del Norte por intento de robo y sentenciado a 15 años de prisión, antes de regresar a los Estados Unidos en un estado comatoso). En la ceremonia, los Pence estaban sentados frente a los delegados de Corea del Norte, y cuando los atletas de Corea del Norte y del Sur ingresaron durante el Desfile de Atletas, optaron por permanecer sentados, lo que llevó a los críticos a acusar a Pence de hipocresía con respecto a las protestas de la NFL.
En septiembre de 2019, Pence asistió a reuniones oficiales con el primer ministro irlandés Leo Varadkar en Dublín, Irlanda, pero se quedó en el resort del presidente Trump en Doonbeg, a 180 millas (289,7 km) distancia. El horario de Pence incluía cuatro horas en tránsito en un día y dos vuelos en Air Force Two antes del final del día siguiente. Los costos del servicio de limusina por sí solos totalizaron una suma de $ 599,000 según los recibos del Departamento de Estado, en comparación con el viaje de tres días del presidente Obama a Dublín con la misma compañía de limusinas por un total de $ 114,000.

### Comité de acción política
En mayo de 2017, Pence creó un comité de acción política (PAC) que estaría encabezado por sus exmiembros del personal de campaña Nick Ayers y Marty Obst. Pence es el único vicepresidente que inició su propio PAC mientras aún estaba en el cargo. Él negó las acusaciones de un artículo del New York Times de que se postularía a la presidencia en 2020, calificándolas de "risibles y absurdas", y dijo que el artículo era "vergonzoso y ofensivo".

### Pence y la investigación de juicio político de Trump
Pence fue un actor clave en el escándalo Trump-Ucrania y la investigación de juicio político a Trump. Pence tuvo al menos dos conversaciones telefónicas y una reunión en persona con Volodymyr Zelenski, presidente de Ucrania. Pence se reunió con Zelenski en Polonia el 1 de septiembre de 2019, durante un retraso inesperado en la ayuda militar estadounidense a Ucrania.
Después de que se abrió la investigación, Pence declaró públicamente su apoyo al llamado de Trump para una investigación extranjera sobre Joe Biden y su hijo Hunter, diciendo: "Creo que el pueblo estadounidense tiene derecho a saber si el vicepresidente de Estados Unidos o su familia se beneficiaron". desde su cargo ". El 3 de octubre, Pence declaró:" Mi predecesor tenía un hijo al que se le pagaba 50.000 dólares al mes para estar en una junta de Ucrania en el momento en que el vicepresidente Biden dirigía los esfuerzos de la administración Obama en Ucrania, creo que [eso] vale la pena investigarlo ".

### Muerte de Soleimani
Pence defendió la decisión de Trump en enero de 2020 de asesinar al mayor general iraní del Cuerpo de la Guardia Revolucionaria Islámica (IRGC) Qasem Soleimani, promoviendo teorías de conspiración que supuestamente vinculaban los ataques de al-Queda contra Estados Unidos con Irán. En una serie de tuits, el vicepresidente calificó a Soleimani como "un hombre malvado que fue responsable de matar a miles de estadounidenses". Pence insistió en que Soleimani había "ayudado en el viaje clandestino a Afganistán de 10 de los 12 terroristas que llevaron a cabo los ataques terroristas del 11 de septiembre ". Muchos expertos respondieron que las afirmaciones de Pence no tenían un fundamento. La portavoz de Pence, Katie Waldman, dijo que la docena de terroristas a los que se refirió Pence eran los que habían viajado por Afganistán, diez de los cuales "fueron asistidos por Soleimani".

### Pandemia de coronavirus 2019-20
En abril de 2020, Pence se eximió de la política de Mayo Clinic de usar un tapabocas en el hospital durante una visita. Pence defendió su acción, diciendo que él necesitaba mirar al personal "a los ojos". Al día siguiente, los opositores al vicepresidente lo criticaron por decir que él intentaba promover "mensajes de salud pública completamente irresponsables". Más tarde, Pence reconoció que debería haber usado una máscara durante su visita en el hospital, y lo hizo dos días después cuando visitó una instalación de producción de ventiladores.
A fines de junio de 2020, mientras aumentaban los casos de coronavirus, Pence dio una conferencia de prensa optimista en la que hizo varias afirmaciones engañosas y falsas sobre el estado de la pandemia de coronavirus. Argumentó engañosamente que los aumentos en los casos eran el resultado de un aumento de las pruebas, y les dijo a los periodistas que los aumentos en los casos nuevos eran "un reflejo de un gran éxito en la expansión de las pruebas en todo el país". Sin embargo, los expertos en salud señalaron que el crecimiento de casos superó el número de pruebas y que la proporción de pruebas positivas estaba aumentando. Pence también afirmó que las muertes por coronavirus estaban disminuyendo en todo el país, que la curva se había aplanado y que los 50 estados se estaban abriendo, cosa completamente falsa. En reuniones privadas con senadores republicanos, Pence los instó a centrarse en "señales alentadoras". Pence dijo a los senadores que los casos estaban aumentando en solo el 3% de los condados y 12 estados; sin embargo, los datos en ese momento mostraron que los casos estaban aumentando en al menos el 5% de los condados y en al menos 20 estados.

### Aspiración presidencial
En junio de 2023, Pence hizo oficial su candidatura por la presidencia de Estados Unidos de América ante la Comisión Electoral Federal.